# Aliados occidentales
Los aliados occidentales fueron las naciones del mundo occidental que participaron activamente en la Segunda Guerra Mundial en contra del Eje y que luego continuaron formando una alianza político-militar durante la Guerra Fría.

## Primera Guerra Mundial
En su acepción más restrictiva, el término solamente incluye a los Estados Unidos, y al Reino Unido. En un sentido más amplio, incluye a todas aquellas naciones que participaron en el Frente Occidental de la Primera Guerra Mundial. En todos los casos, el término siempre excluye al Imperio Ruso, que formaba parte del bando aliado.

## Segunda Guerra Mundial
En este caso incluye a las naciones que fueron aliadas de la Unión Soviética durante la contienda en contra de las Potencias del Eje, pero sin adherirse al régimen soviético en lo político e ideológico. Al inicio de la guerra en septiembre de 1939, los "aliados" eran el Reino Unido de Gran Bretaña e Irlanda del Norte y Francia, también denominadas las "democracias occidentales", que fueron los primeros estados en declarar la guerra al Tercer Reich tras la invasión nazi de Polonia. En este sentido, Francia queda excluida al haber sido ocupada por Alemania en 1940, siendo que el término "aliados occidentales" incluyó mayormente a Estados Unidos (desde diciembre de 1941) y el Reino Unido, países que lucharon contra el Eje apoyando a la Unión Soviética hasta el final de la guerra en 1945. Bajo este término se ha acabado incluyendo a Francia para periodos posteriores a 1943, cuando la Francia Libre volvió a participar activamente en el esfuerzo bélico al lado de británicos y estadounidenses. 
El término se ha reducido históricamente a las naciones aliadas de Europa occidental y a los Estados Unidos, aunque durante la lucha otros países como Polonia o Checoslovaquia, ubicados en Europa oriental o central, formaron contingentes de tropas para combatir al lado de los "aliados occidentales". El término también incluye a estados autónomos que en virtud del Commonwealth mantenían su política exterior ligada a la del Imperio británico, como Canadá, Nueva Zelanda y Australia.

## Guerra Fría
A inicios de la Guerra Fría el término continuó siendo utilizado principalmente para hacer alusión al Reino Unido y los Estados Unidos. Finalmente abarcó a las demás naciones miembros de la OTAN, pero posteriormente cayó en desuso.